# 덕곡항 (고성군)
덕곡항은 경상남도 고성군 동해면 양촌리에 있는 어항이다. 2002년 8월 6일 어촌정주어항으로 지정하여 관리하고 있다. 시설관리자는 고성군수이다.

## 어항 구역
- 수역: 덕곡마을 공수바위산 동쪽 돌출부에서 덕곡 신선착장을 연결한 선내수면
- 육역: 경남 고성군 동해면 양촌리 620-5번지 외 8필지

## 어항 시설
- 호안 216m, 선착장 186m

## 주요 어종
- 굴, 대구, 감성돔, 도다리, 갯가재, 물매기, 바지락 등